# Марк Гарпер
Марк Джеймс Гарпер (англ. Mark James Harper; нар. 26 лютого 1970, Свіндон, Англія) — британський політик-консерватор, член парламенту від округу Forest of Dean з 2005 і головний парламентський секретар з 2015.

## Життєпис
Він вивчав філософію, політику та економіку в Оксфордському університеті. Гарпер працював аудитором KPMG, бухгалтером, старшим фінансовим аналітиком, фінансовим менеджером і менеджером операцій Intel Corporation.
- Парламентський заступник міністра конституційної і політичної реформи (2010–2012)
- Державний міністр у справах імміграції (2012–2014)
- Державний міністр у справах людей з обмеженими можливостями (з 2014)